# Тузлуков, Виктор Анатольевич
Виктор Анатольевич Тузлуков (род. 29 сентября 1964, Кемерово, СССР) — российский художественный огранщик, заслуженный деятель камнерезного искусства, член Американской Гильдии огранщиков (2006), победитель ювелирного конкурса Гохрана России «Россия. 21 век» в номинации «Мастерство художественной огранки», дипломант конкурса «Ювелирный Олимп 2010». Основатель Российской гильдии огранщиков (2011). Победитель международных соревнований по огранке камней в США, Англии, Испании, Австралии. Судья международного конкурса ювелирного дизайна и огранки в Гонконге.

## Биография
Закончив школу в 1981 году, Виктор поступил в Дальневосточное Высшее Инженерное Морское Училище во Владивостоке.
В 2007 году переехал из Владивостока в Москву и получил образование эксперта-геммолога, закончив Московское отделение Американского Геммологического Института (GIA).
В 2008 году был создан первый дизайн огранки, положивший начало целому направлению, которое было названо впоследствии «Философский Камень».
Работы Виктора Тузлукова выставлялись в различных музеях мира: Историческом музее в Москве, Смитсоновском музее в Вашингтоне, Музее Естественной истории в Лос-Анжелесе, в Лувре и в Музеях Ватикана. Камни, ограненные Виктором, есть в коллекциях Далай-ламы, Папы Римского.
Самый большой вырезанный цаворит (116 карат, 177 граней), обработанный Тузлуковым, хранится в Смитсеновском музее в США. Оригинальный кристалл цаворита, обнаруженный в Танзании в 2017 году, первоначально весил замечательные 283 карата.
Коллекция «Мировое Наследие» была показана в Москве в Гохране «Огранка как искусство» в марте 2023 года. Один из камней коллекции – бесцветный берилл «Великое Сердце», посвященный России – был подарен Гохрану и внесен в Государственный фонд драгоценных металлов и камней.
Работа ювелира Ильгиза Ф. серьги «Бабочки», жемчужины которой огранены Виктором Тузлуковым находится в коллекции выставки в Музее Московского Кремля.
Виктор Тузлуков трижды попал в книгу рекордов Гиннесса за работы: «Самый большой ограненный сподумен» (2020), «Самый ограненный скаполит» (2021), «Самый ограненный кварц» (2021). Например, На огранку Fragility of the Eternal, который попал в Книгу рекордов Гиннесса как самый крупный ограненный сподумен весом 3051 карат с 914 гранями, у Виктора Тузлукова ушло больше трех месяцев». А для изготовления камня под названием The Initiation для Далай-ламы понадобилось полгода подготовки и две недели трудоемкой работы.
Участник международных конференций (Испанский геммологический институт (IGE); GemQuest, Майорка; Геммологическая конференция, Таиланд; Юбилейная геммологическая конференция британской геммологической ассоциации Gem-A, Лондон), симпозиумов («Философский Камень: мудрость, мерцающая в ограненном камне» – геммологический симпозиум, Сан-Мари-о-Мин, Франция, 2015) и выставок (Musee l’Art Decorative, Лувр, Париж, 2017; Granada Art Gallery, Аризона, США, 2018; Beijing Gem and Mineral Show, Китай, 2019 и других).

## Достижения и награды
- 3 место по соревнованиям гильдии огранщиков США (Pre-Master) (2006);
- 3 место по соревнованиям гильдии огранщиков США (Master) (2007);
- 1 место по соревнованиям гильдии огранщиков США (Grand-Master) (2008);
- 1 место по соревнованиям гильдии огранщиков Великобритании (2009);
- 1 место на чемпионате мира по технике огранки (Австралия) (2010);
- Соревнования Русской Гильдии огранщиков, (2011) – организатор и судья;
- 2 место на чемпионате мира по технике огранки (Австралия, командное первенство) (2012);
- Международные соревнования RUSSIAN OPEN (Россия) (2012) – организатор и судья;
- Международные соревнования по огранке камней и ювелирному дизайну IU AWARDS (Гонконг) (2012) – судья;
- 1 место Премия “Ювелирный Олимп” (Санкт-Петербург, Россия) (2013);
- 1 место Соревнования по огранке имени Антонио Негуруэлы (Испания) (2014);
- 1 место Конкурс на самый красивый ограненный камень (США) (2012—2014);
- 1 место Соревнования гильдии огранщиков США (гранд-мастер) (2014);
- Международные соревнования огранщиков GIT, (2017—2018) – судья;
- Победитель ювелирного конкурса Гохрана России «Россия. 21 век» в номинации «Мастерство художественной огранки»